# 宿寺山古墳
宿寺山古墳（しゅくてらやまこふん）は、岡山県総社市宿にある古墳。形状は前方後円墳。総社市指定史跡に指定されている。

## 概要
岡山県南部、近世山陽道（西国街道）に面した平地に築造された大型前方後円墳である。1887年（明治20年）・1920年（大正9年）に石室が破壊されて副葬品が出土している。
墳形は前方後円形で、前方部を西方向に向ける。墳丘は2段築成。墳丘外表では下段斜面に割石の葺石が認められるほか、円筒埴輪（朝顔形埴輪含む）・形象埴輪（家形・蓋形埴輪など）が出土している。墳丘の北側くびれ部には造出を有する。また墳丘周囲には幅23-24メートルの盾形周濠の痕跡が認められる。埋葬施設は後円部中央における竪穴式石室で、石室の主軸を墳丘主軸と平行方向とするが、前述の通り過去に破壊を受けている。聞き取り調査によれば、石室は長さ約3.6メートル・幅約1.45メートル・深さ約0.6メートルを測る。床面には礫石が敷かれ、その上には粘土が置かれたという。石室内の副葬品のうち、西半（一説に中央石室とは異なる北約7メートルの竪穴式石室）からは変形四獣鏡1・金製簪1・刀剣3が、東半からは黄羊作獣帯盤龍鏡1・ガラス小玉・刀剣・鉄鏃などが出土している。これとは別に前方部に竪穴式石室が存在したとする伝聞もある。
築造時期は、古墳時代中期の5世紀後半頃と推定される。一帯では作山古墳に続く大首長墓に位置づけられるが、作山古墳からは大きく規模を縮小する点が注意される。
古墳域は1971年（昭和46年）に旧山手村指定史跡（現在は総社市指定史跡）に指定されている。なお、後世に古墳北側に引かれた近世山陽道（西国街道）では、宿の宿場町が形成されている。

## 遺跡歴
- 1887年（明治20年）、石室西半の乱掘。副葬品の出土[1]。
- 1920年（大正9年）、石室東半の乱掘。副葬品の出土[1]。
- 1971年（昭和46年）3月20日、山手村指定史跡に指定（現在は総社市指定史跡）[2]。

## 墳丘
墳丘の規模は次の通り。

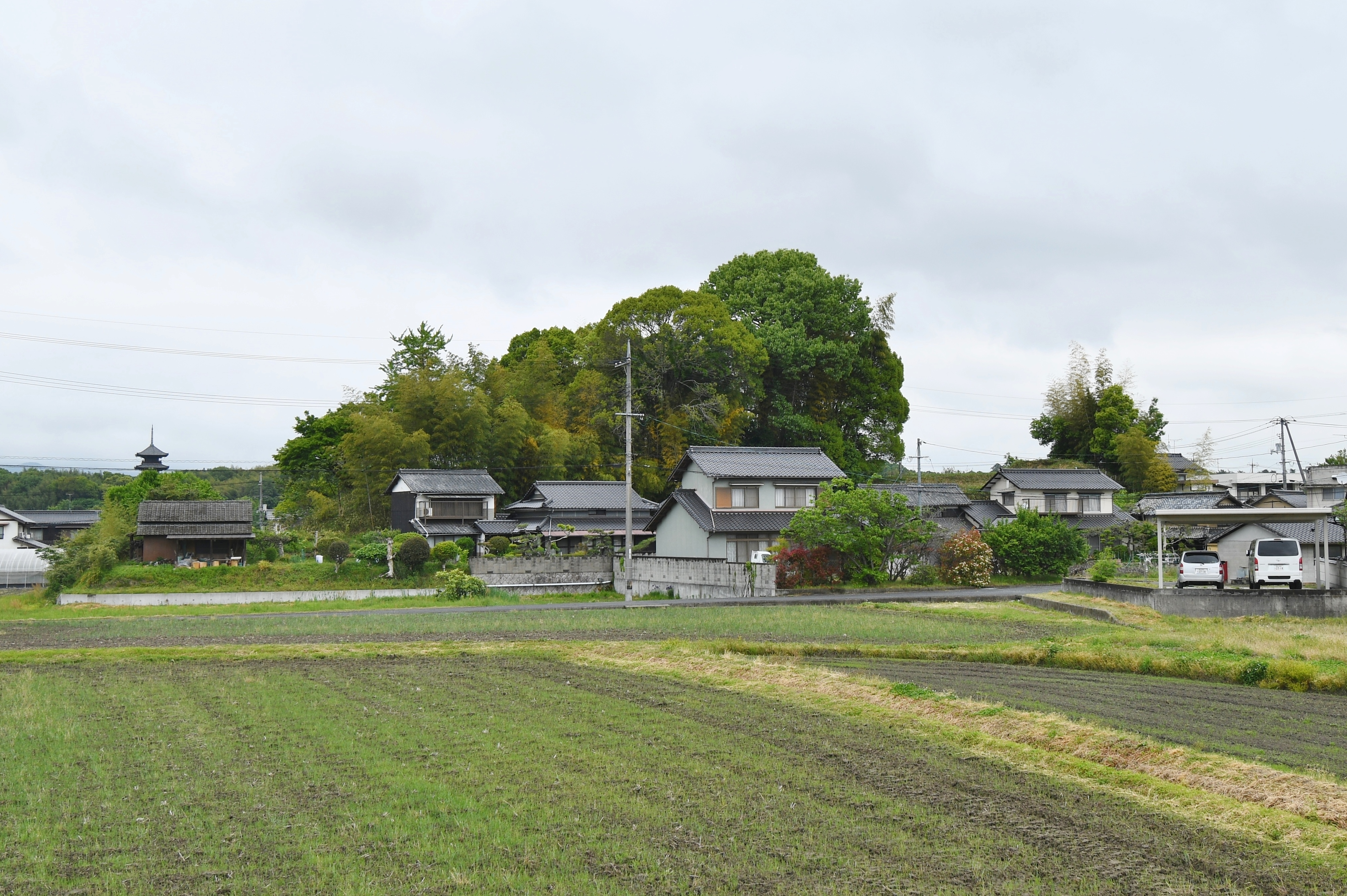
墳丘（南側）中央左（樹叢）に前方部、右に後円部。左最奥は備中国分寺五重塔。

- 墳丘長：118メートル（または116メートル[2]）
- 後円部 - 2段築成。
  - 直径：75メートル
  - 高さ：10メートル以上
- 前方部 - 2段築成。
  - 幅：62メートル
  - 高さ：8.5メートル

## 文化財

### 総社市指定文化財
- 史跡
  - 宿寺山古墳 - 1971年（昭和46年）3月20日指定[2]。